# Sainte-Engrâce
Sainte-Engrâce (tiếng Basque: Urdatx-Santa-Grazi) là một xã của tỉnh Pyrénées-Atlantiques, thuộc vùng Nouvelle-Aquitaine, tây nam nước Pháp.